# Keith Oatley
Keith Oatley (ur. 16 marca 1939) – anglo-kanadyjski powieściopisarz i emerytowany profesor psychologii poznawczej na Uniwersytecie w Toronto. Jego powieść Przypadek Emily V wygrał 1994 Commonwealth Prize za pierwszą powieść.

## Życie
Urodził się w Londynie. Uzyskał tytuł magistra psychologii na Uniwersytecie w Cambridge oraz tytuł doktora psychologii na University College London. Odbył staż podoktorski w dziedzinie inżynierii w medycynie w Imperial College London. W 1990 roku przeniósł się do Kanady.

## Prace
- Keith Oatley, 2007, ISBN 978-1-929355-30-3.
- A natural history: a novel, Viking, 1998, ISBN 978-0-670-88167-3.
- Therefore Choose, Goose Lane Editions, 2010, ISBN 978-0-86492-616-6.

### Literatura faktu
- Brain mechanisms and mind, Dutton, 1972
- Perceptions and representations Methuen, 1978, ISBN 978-0-416-86010-8.
- Selves in relation, Methuen,1984, ISBN 978-0-416-33630-6.
- Emotions: A Brief History Wiley-Blackwell. 2004. ISBN 978-1-4051-1315-1.
- Best laid schemes: the psychology of emotions Cambridge University Press. 1992. ISBN 978-0-521-42387-8.
- Keith Oatley, Dacher, Keltner, Jennifer M. Jenskins (2006). Understanding emotions. Wiley-Blackwell. ISBN 978-1-4051-3103-2.
- Jennifer M. Jenkins; Keith Oatley; Nancy L. Stein, eds. (1998). Human emotions: a reader Wiley-Blackwell. ISBN 978-0-631-20748-1.
- Our Minds, Our Selves: A Brief History of Psychology. Princeton University Press. 2018. ISBN 978-0-691-17508-9.

## Dodatkowe linki
- Strona autora
- Blog autora
- Autorski Psychology Today blog